# Конвенто Стараче (Лече)
Конвенто Стараче (итал. Convento Starace) је насеље у Италији у округу Лече, региону Апулија.
Према процени из 2011. у насељу је живело 17 становника. Насеље се налази на надморској висини од 65 м.